# Victoria (Schiff, 2003)
Victoria ist ein ehemaliger Name eines unter der Flagge von Antigua und Barbuda fahrenden Frachtschiffs. Eigner des Schiffes war die MS „Victoria“ Schiffahrtsgesellschaft mbH & Co. Reederei KG in Haren/Ems. Betrieben wurde das Schiff von der Intersee Schiffahrtsgesellschaft in Haren. Das Schiff wurde 2014 verkauft und zum ersten Mal umbenannt.

## Entführung
Am 5. Mai 2009 befand sich die Victoria mit einer Ladung von circa 10.000 Tonnen Reis in einem Konvoi auf dem Weg von Indien ins saudi-arabische Dschidda. Der Konvoi war bei der Koordinationsstelle für die alliierten Kräfte der Region UK Royal Navy's Maritime Trade Organisation (UKMTO) in Dubai vor der Fahrt angemeldet und hatte die empfohlene Strecke nicht verlassen, wurde aber nicht von einem Kriegsschiff begleitet.
Etwa 120 Kilometer südlich der jemenitischen Küste bzw. 220 Kilometer nördlich von Boosaaso wurde das Schiff von somalischen Piraten überfallen. Schutzkräfte der Operation Atalanta waren zu weit entfernt, um rechtzeitig in den Überfall eingreifen zu können und erreichten die Victoria erst, als sie sich bereits in der Gewalt der Piraten befand. An Bord der Victoria befand sich zum Zeitpunkt des Überfalls eine elf Personen umfassende rumänische Besatzung. Am 18. Juli 2009 wurde das Schiff von den somalischen Piraten freigelassen.